# Megalofrea cinerascens
Megalofrea cinerascens är en skalbaggsart som beskrevs av Leon Fairmaire 1901. Megalofrea cinerascens ingår i släktet Megalofrea och familjen långhorningar.
Artens utbredningsområde är Madagaskar. Inga underarter finns listade i Catalogue of Life.